# Stanisław Grochowski (poeta)
Stanisław Grochowski herbu Bończa (ur. 1542 na Mazowszu, zm. 30 stycznia 1612 w Krakowie) – duchowny katolicki: kanonik kaliski, uniejowski i łowicki, kustosz kruszwicki; sekretarz królewski, poeta i tłumacz.

## Życiorys
Syn Piotra, urodzony w ubogiej rodzinie szlacheckiej Wierzbowskich, którzy od wsi Grochy (Podlasie) przezwali się Grochowskimi. Od 1571 uczęszczał do Kolegium Jezuitów w Pułtusku na koszt prymasa Jakuba Uchańskiego. Słuchał tam wykładów teologicznych Jakuba Wujka. Wkrótce obrał sobie stan duchowny. Około roku 1573 został księdzem a w 1577 kanonikiem uniejowskim, następnie kaliskim i łowickim. W roku 1584 występował jako sekretarz królewski. W 1595 był proboszczem czerskim. 
W roku 1600 z powodu napisania wiersza Babie koło, utworu krytycznego wobec biskupów, był prześladowany przez hierarchów. Pozbawiony został beneficjów i uwięziony. Z więzienia został uwolniony dzięki interwencji Działyńskich.  Około roku 1601 został kustoszem kruszwickim. W latach 1600–1607 przebywał w Krakowie, gdzie poświęcił się pracy pisarskiej, będąc pod opieką biskupa i późniejszego prymasa Bernarda Maciejowskiego. W roku 1609 przeniósł się do wioski Piecki Małe, należącej do kustodii kruszwickiej, by wkrótce powrócić do Krakowa jako altarysta, gdzie uzyskał altarię w kaplicy kolegium prawniczego. W swej twórczości naśladował Jana Kochanowskiego. Cechowała go skłonność do ubiegania się o łaskę możnych i zależność od jezuitów. Przyjaźnił się m.in. z poetą, Andrzejem Lechowiczem.

## Twórczość

### Ważniejsze dzieła
- Do tego, co czytać będzie, wyd. przy J. Wujek Postilla catholica..., Kraków 1573
- Wiersz nowo uczyniony do Rzeczypospolitej Polskiej na szczęśliwy przyjazd J. K. Mości, (na końcu dodany wiersz Echo po koronowaniu), 1574; przedr. A. Przezdziecki Jagiellonki polskie, t. 4, Kraków 1868. Echo... przedr. J. Czubek Pisma polityczne z czasów pierwszego bezkrólewia, Kraków 1906
- Kalliopea słowieńska Zygmuntowi III na stolicę polską wstępującemu, Kraków 1588, drukarnia J. Siebeneicher; wyd. następne: Kraków 1608
- Pieśni Kalliopy słowieńskiej na teraźniejsze pod Byczyną zwycięstwo, Kraków 1588, drukarnia J. Siebeneicher. Pieśń VI przedr. Z. Andrzejewski Wojenna pieśń polska, t. 1, Warszawa 1939. Wybór przedr. J. Sokołowska "Poeci renesanu. Antologia", Warszawa 1959, Biblioteki Poezji i Prozy, (zbiór 6 pieśni: 4 dla Zygmunta III, 2 dla hetmana Zamoyskiego)
- Hołubek do żołnierzów, Kraków 1588, drukarnia J. Siebeneicher; wyd. następne pt. Hołubek abo dzieła rycerskie, Kraków 1607; przedr.: Z. Andrzejewski Wojenna pieśń polska, t. 1, Warszawa 1939; J. Sokołowska "Poeci renesanu. Antologia", Warszawa 1959, Biblioteki Poezji i Prozy, (pieśń historyczna o bitwie pod Byczyną, przeznaczona do śpiewu)
- Skarga Snu nocnego przed J. K. Mością, Warszawa 1598 (2 edycje)
- Pogrzebowe plankty... na żałosną pamiątkę skwapliwego zejścia... Anny, arcyksiężnej z Austriej, 1599; wyd. następne: pt. Trenopis na żałosny pogrzeb..., 1599; pt. Żal pogrzebowy, 1608
- Włoskie miasta co przedniejsze, Kraków 1599; wyd. następne przy Rzym nowy...
- Babie koło (tytuł właściwy: O nominacie krakowskim po śmierci ks. Radziwiłła kardynała na sejmie warszawskim w r. 1600. Pasquin albo Koło babie), powst. 1600, ogł. z rękopisu Towarzystwa Przyjaciół Nauk Warszawy (Biblioteka Petersburska), W. A. Maciejowski Piśmiennictwo polskie, t. 3 dodatek, Warszawa 1852, s. 171-176, (o rękopisie zob. U. Bretholz Über unbekannte und wenig bekannte polnische Dichter des XVII Jahrhunderts, Wrocław 1897, s. 52 i in.
- August wzbudzony, Kraków 1603, drukarnia J. Siebeneicher; wyd. następne pt. August Jagiełło wzbudzony, przeciwko parallelom łacińskim, osoby tego śp. Pana dotkliwym, Kraków 1608, (największy poemat S. Grochowskiego, składający się z 346 zwrotek 4-wersowych. Stanowił obronę Zygmunta II Augusta przed zarzutami Krzysztofa Warszewickiego, zawartymi w jego dziele Caesarum, regum et principum... vitarum parallelarum libri duo, Kraków 1603)
- Stanisława św. krakowskiego biskupa i męczennika żywot, Kraków 1604, drukarnia B. Skalski; wyd. następne: Kraków 1607; przy Niebieskie... zabawy, Kraków 1611
- Święta Cecilia, Rzymianka, panna i męczenniczka, wyd. przy Hymny, prozy i cantica kościelne, Kraków 1599; wyd. osobne: Kraków 1605, drukarnia S. Kempini, (poemat oparty na znanej i wielokrotnie przerabianej legendzie. Parafraza wierszem z: P. Skarga Żywoty świętych, Wilno 1579)
- Żałosna Kamoena na powódź gwałtowną w r. p. 1605, Kraków 1605, drukarnia S. Kempini; przedr. J. Lemański Satyra polska. Antologai, t. 1, Warszawa 1914
- Łzy smutne... po ześciu... Jana Zamoyskiego, Kraków 1605, drukarnia A. Piotrkowczyk; wyd. następne: Kraków 1605
- Pamiątka nagrobna Samuela Głowy, (ok. 1605; według Estreichera 1608)
- Pieśń na fest ucieszny... przemożnego monarchy Dymitra Iwanowica cara... i... Mniszkówny wojewodzanki sędomirskiej (o zwycięstwie Dymitra Samozwańca I nad Wasylem IV  Szujskim), Kraków 1606, drukarnia J. Siebeneicher, (16 pieśni); inne wyd. Kraków 1606, drukarnia J. Szeliga (edycja obszerniejsza; zawiera 23 pieśni oraz wiersze: Obraz Dymitra, Maryna, Na herb Dymitrów – 2 wiersze, Na konterfekty osób w pieśniach pomienionych; pieśń: Na nowe tryumfy i szczęśliwe zwycięstwa teraźniejsze, a wygrane bitwy... przez... Dymitra moskiewskiego cara. Pieśń Na nowe tryumfy... wydano osobno. Oba wydania przedr. T. Wierzbowski "Matieriały k istorii Moskowskogo gosudarstwa", t. 3, Smutnoje wriemia w sowriemiennoj jemu polskoj litieraturie, Warszawa 1900
- Krakowska Polaków z Moskwą biesiada, 1606
- Cień królewiców Jana Kazimierza, Kraków 1608. Nadb. z: Wiersze i insze pisma, Kraków 1608
- Gorzkie łzy i serdeczne żale na żałosny pogrzeb... ks. M. Dobrocieskiego, Kraków 1608, drukarnia B. Skalski
- Treny na żałosne z świata zeście i pogrzeb ... ks. Bernata Maciejowskiego, Kraków 1608, drukarnia M. Lob, (według G. Korbuta 2 edycje)
- Rzym nowy szczęśliwszy nad stary... (na 1 karcie nadpis: Starego Rzymu pogańskiego z nowym chrześcijańskim stosowanie i różnica), Kraków 1610
- Duchowna pociecha pannom, Kraków 1610; wyd. następne: Kraków 1611
- Toruńskie nocy, Kraków 1610, drukarnia B. Skalski, (m.in. wiersze: Do Macieja Rosentretera... prześladowce prawdy katolickiej, Na cenzurę albo na wiersze polskie Kaspra Danowskiego). Edycja krytyczna całości: S. Grochowski, Toruńskie nocy, oprac. R. Krzywy, Warszawa 2017: ISBN 978-83-64003-75-2)

### Przekłady
- Hymny kościelne, Kraków 1598, drukarnia J. Siebeneicher; wyd. nast. rozszerzone pt. Hymny, prozy i cantica kościelne, Kraków 1599, Kraków 1611. Wybór przedr. T. Jodełka Polska poezja maryjna. Antologia, Niepokalanów 1949; J. Sokołowska "Poeci renesanu. Antologia", Warszawa 1959, Biblioteki Poezji i Prozy, (przekład 163 hymnów z brewiarza)
- F. Androcy Ścieżka pobożnego chrześcijanina, Kraków 1600, drukarnia J. Siebeneicher; wyd. nast.: Kraków 1601, Kraków 1608, Poznań 1647, Poznań 1648
- Sposób krótki rozmyślania przenajdroższej męki i śmierci Zbawiciela, Kraków 1606, drukarnia M. Lob, (przekł. prozą z łaciny)
- J. Pontanus Wirydarz abo Kwiatki rymów duchownych o dziecięciu P. Jezusie, wyd. zbiorowe, Kraków 1607
- Hierozolimska procesyja... wzięta z ksiąg Hierozolimskiej peregrynacyjej... Mikołaja Chrzysztopha Radziwiłła, Kraków 1607, drukarnia Łazarzowa; wyd. następne: nadb. z Wiersze i insze pisma, Kraków 1608
- J. Pontanus Codzienne ćwiczenia chrześcianskiej dusze, Kraków 1608; nadb. z Wiersze i insze pisma, Kraków 1608; wyd. następne: Kraków 1615
- Jan Dawid Pięćdziesiąt punktów rozmyślaniu męki P. Jezusowej służących, Kraków 1608, drukarnia M. Lob; nadb. z Wiersze i insze pisma, Kraków 1608; wyd. następne: Kraków 1611, drukarnia B. Skalski, (zbiór 50 epigramatów)
- Cudowne wiersze z indyjskiego języka na łacińskie przez Franciszka Bencjusza, a teraz z łacińskiego na polski przełożone, Kraków 1611, drukarnia B. Skalski; wiad. o rękopisach i fragmenty przedr. U. Bretholz Über unbekannte und wenig bekannte polnische Dichter des XVII Jahrhunderts, Wrocław 1897, s. 22 nn.
- Hymny o męce Pańskiej do obrzędów Kalwariej Zebrzydowskiej... należące, Kraków 1611, drukarnia B. Skalski
- Tomasz à Kempis Niebieskie na ziemi zabawy albo bogomyślne rymy, Kraków 1611, drukarnia B. Skalski, 2 odmienne edycje, (przekł. wierszem oparty częściowo na tłum. prozą jezuity Jana Wielewickiego, Kraków 1608)
- Rytmy łacińskie dziwnie sztuczne, 1606(?)

### Wydania zbiorowe
- Wiersze i insze pisma co przebrańsze, Kraków 1607, drukarnia S. Kempini; wyd. następne: Kraków 1608, drukarnia M. Lob; Kraków 1609, drukarnia J. Szeliga, (wszystkie te 3 wydania uzupełniają się nawzajem)
- Poezje, wyd. K. J. Turowski (według oprac. Ż. Paulego), t. 1-2, Kraków 1859, Biblioteka Polska, zeszyt 35, s. 52-55